# Terzolas
Terzolas (IPA: /terʦoˈlas/, Tergiolàs in solandro) è un comune italiano di 645 abitanti della provincia autonoma di Trento.

## Storia

### Simboli
Stemma
Lo stemma è stato approvato con deliberazione della Giunta provinciale del 5 novembre 1982 n. 13320/3-B.
Gonfalone
Il gonfalone è stato approvato con D.G.P. del 2 giugno 1989, n. 6083.

## Monumenti e luoghi d'interesse
- Chiesa del Sacro Cuore di Gesù, chiesa del convento dei frati cappuccini costruita tra il 1894 e il 1896
- Chiesa di San Nicolò, chiesa parrocchiale documentata nel XIII secolo, riedificata a cavallo tra Sette e Ottocento
- Palazzo alla Torraccia[8]

## Società

### Evoluzione demografica
Abitanti censiti

## Infrastrutture e trasporti
Terzolas è servita dalla stazione di Terzolas che si trova sulla linea ferroviaria Trento-Malé-Mezzana.

## Amministrazione
| Periodo           | Periodo           | Primo cittadino     | Partito | Carica  | Note |
| ----------------- | ----------------- | ------------------- | ------- | ------- | ---- |
| 12 maggio 1985    | 5 maggio 1990     | Sergio Graifenberg  |         | Sindaco |      |
| 6 maggio 1990     | 3 giugno 1995     | Vincenzo Manini     |         | Sindaco |      |
| 4 giugno 1995     | 13 maggio 2000    | Michele Graifenberg |         | Sindaco |      |
| 14 maggio 2000    | 7 maggio 2005     | Michele Graifenberg |         | Sindaco |      |
| 8 maggio 2005     | 15 maggio 2010    | Michele Graifenberg |         | Sindaco |      |
| 16 maggio 2010    | 9 maggio 2015     | Enrico Manini       |         | Sindaco |      |
| 10 maggio 2015    | 21 settembre 2020 | Enrico Manini       |         | Sindaco |      |
| 22 settembre 2020 | in carica         | Luciana Pedergnana  |         | Sindaco |      |